# (28078) Mauricehilleman
(28078) Mauricehilleman est un astéroïde de la ceinture principale.

## Description
(28078) Mauricehilleman est un astéroïde de la ceinture principale. Il fut découvert le 26 août 1998 à Caussols par le programme ODAS. Il présente une orbite caractérisée par un demi-grand axe de 2,18 UA, une excentricité de 0,10 et une inclinaison de 0,7° par rapport à l'écliptique.

## Compléments